# Paperboys
Die Paperboys sind ein norwegisches Hip-Hop-Duo, das 2002 gegründet wurde. Es steht bei Bonnier Amigo unter Vertrag.

## Bandgeschichte
Bereits im Jahr 1989 begegneten sich die beiden Rapper Jarle Hollerud alias Jimmi Jupiter (J.J.) und Øyvind Sauvik alias Vincent (Vinni) Vagabond in Tansania. Abwechselnd in Afrika und Norwegen arbeiteten sie an ersten Hip-Hop-Projekten, die sie Reject Society und Nasty Boys nannten. Zurück in Norwegen entstand Anfang der 90er-Jahre die Band Mindstate zusammen mit zwei weiteren Mitgliedern namens MC Steven und DJ Sky Juice. Mindstate war 1993 erstmals während eines Konzerts gegen rechte Gewalt auf der Bühne zu sehen, zusammen mit Bands wie Gatas Parlament, Jester und Conspiracy 2 Murda. Beim Quart Festival 1996 in Kristiansand trat die Band als Support von amerikanischen Interpreten des Hip-Hops wie The Roots und Coolio auf. Ein Jahr später löste sich die Band auf.
1999 tauchte der Name Paperboys erstmals auf einer Platte auf. Øyvind Vinni Sauvik rappte als Paperboy auf dem Debütalbum der norwegischen Hip-Hop-Formation Multicyde. Im Jahr 2000 sicherten sich Vinni und J.J. einen Vertrag mit der skandinavischen Plattenfirma Bonnier Amigo Music Group und arbeiteten eng mit den Produzenten Kim Høglund (aka Kakemonsteret aka Kookie) und Keith Cook zusammen. Ihre Debütsingle Moving Up mit Keith Cook und KleenCut kam im Herbst 2001 auf die Rotationsliste des norwegischen Radiosenders P3.
Seit der Gründung in den späten 1990ern waren die Paperboys ein Jahrzehnt lang die führende Hip-Hop-Band in Norwegen mit zirka 100.000 verkauften Alben, drei norwegischen Grammys und 12 Songs in der VG-lista, den norwegischen Charts.
Den Durchbruch schafften die Rapper im Sommer 2002 mit ihrem Hit Barcelona in Kooperation mit Madcon. Die Single erreichte Goldstatus. Das ebenfalls mit Gold ausgezeichnete Debütalbum No Cure for Life aus demselben Jahr erhielt den Spellemann-Award in der Kategorie Bester Hip Hop und zählte kurzfristig zu den 30 meistverkauften Alben in Norwegen. J. J. verließ bereits nach dem ersten Album die Band und an seine Stelle trat der DJ Ole Aleksander Halstensgård alias Pope Dawg. An der Fertigstellung des zweiten Albums The Great Escape waren der norwegische Hip-Hop-Produzent Tommy Tee und die Schweden von Collén & Webb beteiligt. Auch ihr drittes Album When Worlds Collide gewann 2005 den norwegischen Spellemannprise in der Kategorie Hip-Hop/R’n’B. Den größten kommerziellen Erfolg brachte jedoch die Single Lonesome Traveller ein. Diese erhielt 6-fach-Platin in Norwegen.
Seit 2009 widmet sich Sauvik Soloprojekten.

## Diskografie

### Alben
| Jahr | Titel                                                      | Höchstplatzierung, Gesamtwochen, AuszeichnungChartsChartplatzierungen (Jahr, Titel, Platzierungen, Wochen, Auszeichnungen, Anmerkungen) | Anmerkungen |
| Jahr | Titel                                                      | NO | Anmerkungen |
| ---- | ---------------------------------------------------------- | --- | ----------- |
| 2002 | No Cure for Life                                           | NO6 Gold · (11 Wo.)NO |             |
| 2003 | The Great Escape                                           | NO3 Gold · (4 Wo.)NO |             |
| 2005 | When Worlds Collide (The Adventures of Being and Becoming) | NO13 (3 Wo.)NO |             |
| 2006 | So Far so Good … Songs & Singles                           | NO4 (14 Wo.)NO | Kompilation |
| 2006 | The Oslo Agreement                                         | NO4 (5 Wo.)NO |             |

EPs
- Be Like Water (2016)

### Singles
| Jahr | Titel Album                                                             | Höchstplatzierung, Gesamtwochen, AuszeichnungChartplatzierungen (Jahr, Titel, Album, Platzierungen, Wochen, Auszeichnungen, Anmerkungen) | Höchstplatzierung, Gesamtwochen, AuszeichnungChartplatzierungen (Jahr, Titel, Album, Platzierungen, Wochen, Auszeichnungen, Anmerkungen) | Anmerkungen                                                     |
| Jahr | Titel Album                                                             | DE | NO | Anmerkungen                                                     |
| ---- | ----------------------------------------------------------------------- | --- | --- | --------------------------------------------------------------- |
| 2002 | Barcelona No Cure for Life                                              | — | NO7 Platin · (12 Wo.)NO | featuring Madcon                                                |
| 2002 | Find My Way No Cure for Life                                            | — | NO11 Gold · (15 Wo.)NO |                                                                 |
| 2003 | What You Need The Great Escape                                          | — | NO5 Gold · (11 Wo.)NO |                                                                 |
| 2003 | On the Low The Great Escape                                             | — | NO13 (4 Wo.)NO |                                                                 |
| 2004 | One Day                                                                 | — | NO4 (6 Wo.)NO |                                                                 |
| 2005 | Wiggle It When Worlds Collide (The Adventures of Being and Becoming)    | — | NO9 (3 Wo.)NO |                                                                 |
| 2005 | Keep It Cool When Worlds Collide (The Adventures of Being and Becoming) | — | NO9 (8 Wo.)NO |                                                                 |
| 2008 | Back on the Road                                                        | DE66 (5 Wo.)DE | NO6 (7 Wo.)NO | offiziell eine Madcon-Single, Paperboys als Mitwirkende genannt |
| 2009 | Lonesome Traveller The Oslo Agreement                                   | — | NO1 ×6Sechsfachplatin · (24 Wo.)NO |                                                                 |

Weitere Singles
- Moving Up / It’s Paper (2001)
- Moving Up … (mit Keith & KleenCut, 2001)
- Feel It (mit Critics, 2002)
- Duets (2002)
- Ra Ra (2003)
- After All (2008)
- Go Ahead (2016, NO: Gold)